# Bothrops
Genre
Synonymes
- Bothriopsis Peters, 1861
- Rhinocerophis Garman, 1881
- Bothropoides Fenwick, Gutberlet, Evans & Parkinson, 2009

Bothrops est un genre de serpents de la famille des Viperidae. En français, les différentes espèces de ce genre sont appelées Grage en Guyane française et en Martinique, mais aussi Fer de lance ou Trigonocéphale.

## Étymologie et appellations
Le mot Bothrops est composé des deux racines grecques βοθρίον (ou βόθριον), fossette et ὄψ (œil, face) et vient du fait que ces serpents présentent sur leur face, sous chacun de leurs yeux, une petite fossette qui n'est pas une narine (les serpents n'en ont pas) mais un récepteur thermique ultra-sensible aux rayonnements infra-rouges qui leur permet de détecter la chaleur émise par toute proie potentielle, ce qui compense la très mauvaise qualité de leurs yeux.
En français les espèces de ce genre sont souvent appelées « Grage », notamment en Guyane française et en Martinique. Mais elles sont aussi appelées « Fer de lance » ou « Trigonocéphale » (de l'ancien nom de genre abandonné Trigonocephalus, partiellement synonyme de Bothrops). Bien que le nom de « Fer de lance » puisse désigner plus particulièrement Bothrops atrox tandis que « Trigonocéphale » soit encore utilisé surtout en Martinique pour désigner Bothrops lanceolatus, ces deux noms ont servi à désigner indistinctement les deux espèces, ainsi que les autres espèces du genre. 
« Jararaca » est un mot d'origine guarani qui désigne au Brésil l'ensemble des espèces du genre Bothrops et pas seulement Bothrops jararaca. Dans les pays hispanophones du sud de l'Amérique du Sud on les nomme plutôt « Yarará ».

## Répartition
Les espèces de ce genre se rencontrent en Amérique centrale, en Amérique du Sud et dans les Caraïbes.
Bothrops lanceolatus est endémique de la Martinique.

## Venimosité

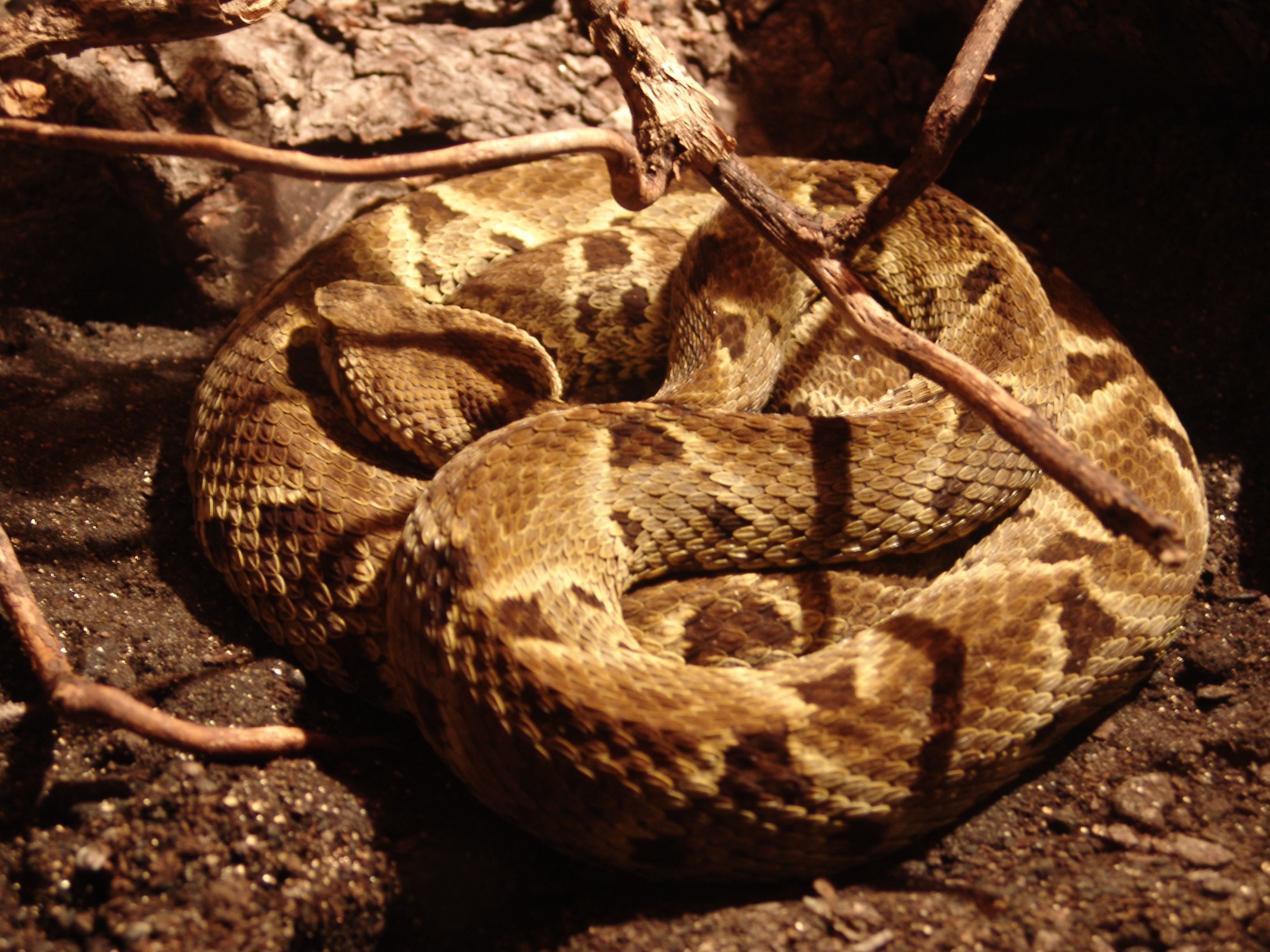
Grage commun ou fer-de-lance (Bothrops atrox), Serpentarium de Wilmington.

Ce sont des serpents venimeux, une envenimation est dangereuse. La majorité des décès par morsure de serpent en Amérique du Sud et centrale sont causés par des espèces de ce genre. Bothrops asper, Bothrops atrox et Bothrops jararaca sont les plus impliquées.
Leur réputation d'animal "agressif" est basée sur le fait que ces serpents, essentiellement terrestre, chassent à l'affut sous une souche d'arbre, dans un trou, dans les feuilles mortes, et que leurs attaques sont dues à un effet de surprise. Mais les morsures sur l'homme sont de nature défensive vis-à-vis d'un prédateur potentiel, le serpent mordant le plus souvent lors d'un contact ou rapprochement accidentel. Lorsqu'ils se sentent menacés de près, ils se défendent en mordant rapidement. Comme tous les Vipéridés, ce sont des serpents solénoglyphes dont les morsures venimeuses sont très efficaces. Leur comportement est en réalité plutôt placide en dehors de cette circonstance, ils sont facilement effarouchés et préfèrent fuir ou se cacher en présence de l'homme. Ils ne s'approchent pas du danger et n'attaquent pas activement.
Le venin de ces serpents est surtout hémotoxique ; plusieurs sérums sont fabriqués au Mexique, au Brésil et en Amérique. Un sérum antivenimeux monospécifique pour Bothrops lanceolatus est fabriqué en France par l'Institut Pasteur pour la Martinique.

## Médecine
Le venin des Bothrops tue les animaux mordus par une baisse brutale de la tension artérielle. L'un des principes actifs du venin de ces serpents a donc permis de développer les IEC (inhibiteurs de l'enzyme de conversion de l'angiotensine), une classe de médicaments aujourd'hui parmi les plus efficaces et les plus utilisées dans le monde pour traiter l'hypertension artérielle et l'insuffisance cardiaque.

## Liste des espèces
Selon The Reptile Database (11 Septembre 2023) :
- Bothrops alcatraz (Marques, Martins & Sazima, 2002)
- Bothrops alternatus (Duméril, Bibron & Duméril, 1854)
- Bothrops ammodytoides (Leybold, 1873)
- Bothrops asper (Garman, 1883)
- Bothrops atrox (Linnaeus, 1758)
- Bothrops ayerbei Folleco-Fernández, 2010
- Bothrops barnetti Parker, 1938
- Bothrops bilineatus (Wied, 1825)
- Bothrops brazili Amaral, 1923
- Bothrops caribbaeus (Garman, 1887)
- Bothrops chloromelas (Boulenger, 1912)
- Bothrops cotiara (Gomes, 1913)
- Bothrops diporus (Cope, 1862)
- Bothrops erythromelas (Amaral, 1923)
- Bothrops fonsecai (Hoge & Belluomini, 1959)
- Bothrops germanoi Barbo, Booker, Duarte, Challupe, Portes-Junior, Franco & Grazziotin, 2022
- Bothrops insularis (Amaral, 1921)
- Bothrops itapetiningae (Boulenger, 1907)
- Bothrops jabrensis Barbo, Grazziotin, Pereira-Filho, Freitas, Abrantes & Kakubum, 2022
- Bothrops jararaca (Wied, 1824)
- Bothrops jararacussu Lacerda, 1884
- Bothrops jonathani (Harvey, 1994)
- Bothrops lanceolatus (Bonnaterre, 1790)
- Bothrops leucurus Wagler, 1824
- Bothrops lojanus Parker, 1930
- Bothrops lutzi (Miranda-Ribeiro, 1915)
- Bothrops marajoensis Hoge, 1966
- Bothrops marmoratus Da Silva & Rodrigues, 2008
- Bothrops matogrossensis (Amaral, 1925)
- Bothrops medusa (Sternfeld, 1920)
- Bothrops monsignifer Timms, Chaparro, Venegas, Salazar-Valenzuela, Scrocchi, Cuevas, Leynaud & Carrasco, 2019
- Bothrops moojeni Hoge, 1966
- Bothrops muriciensis Ferrarezzi & Freire, 2001
- Bothrops neuwiedi (Wagler, 1824)
- Bothrops oligobalius Dal Vechio, Prates, Grazziotin, Graboski & Rodrigues, 2021
- Bothrops oligolepis (Werner, 1901)
- Bothrops osbornei Freire-Lascano, 1991
- Bothrops otavioi Barbo, Grazziotin, Sazima, Martins & Sawaya, 2012
- Bothrops pauloensis (Amaral, 1925)
- Bothrops pictus (Tschudi, 1845)
- Bothrops pirajai Amaral, 1923
- Bothrops pubescens (Cope, 1870)
- Bothrops pulchra (Peters, 1862)
- Bothrops punctatus (Garcia, 1896)
- Bothrops rhombeatus (Garcia, 1896)
- Bothrops sanctaecrucis Hoge, 1966
- Bothrops sazimai Barbo, Gasparini, Almeida, Zaher, Grazziotin, Gusmão, Ferrarini & Sawaya, 2016
- Bothrops sonene Carrasco, Grazziotin, Cruz-Farfán, Koch, Ochoa, Scrocchi, Leynaud & Chaparro, 2019
- Bothrops taeniatus Wagler, 1824
- Bothrops venezuelensis Sandner-Montilla, 1952

## Publication originale
- Wagler, 1824 : Serpentum Brasiliensium species novae, ou histoire naturelle des espèces nouvelles de serpens. in Jean de Spix, Animalia nova sive species novae, p. 1-75 (texte intégral).